# Bagarre de Nîmes
La bagarre de Nîmes désigne l'ensemble des événements survenus les 13, 14 et 15 juin 1790 à Nîmes. Ces évènements constituent une réaction rapide et efficace mais sanglante des patriotes et des protestants, qui craignent alors une nouvelle Saint-Barthélemy, contre la "légion chicane" catholique et contre-révolutionnaire appuyée par la noblesse.

## Description
Le drame ou massacre se déroule en pleine période révolutionnaire. Un calme relatif semble s’installer mais les tensions sont vives à Paris comme en province, essentiellement à Nîmes. Le 13 juin 1790, des groupes armés envahissent Nîmes : protestants, catholiques, républicains et royalistes s’affrontent. Dragons nationaux et « houppes rouges » (catholiques) sont les deux parties en présence. Le désordre est complet, il y a de nombreux tués, on coupe des têtes ; embuscades et fusillades se généralisent. Ces tensions nîmoises (la Bagarre de Nîmes en est l'aboutissement) où les protestants, soutenus par des renforts cévenols, s'opposent dans des combats de rue sanglants, aux catholiques animés par la Contre-Révolution causeront la mort de plus de 300 personnes.

## Liste des victimes de la «Bagarre de Nîmes»
- Père Benoît (1740-1790) : capucin, originaire de Beaucaire, tué à coup de baïonnette.
- Père Siméon : capucin, originaire de Sanilhac ou de Sanilhac-Sagriès, tué à coup de fourche.
- Père Séraphin : capucin, originaire de Nîmes, tué à coup de baïonnette.
- Père Célestin : capucin, originaire de Nîmes.
- Frère Fidelle (1708-1790) : capucin, originaire d'Annecy, sabré.
- Père Thibaud : Jacobin, blessé d'un coup de fusil.
- Louis Deymond : sabré rue des Quatre-Jambes.
- Claude Daudet (1762-1790) : tafetassier, tué sur l'Esplanade.
- Pierre Morin : massacré sur l'Esplanade.
- Jean Morin : massacré sur l'Esplanade.
- Joseph Brun (1742-1790) : précipité du haut d'un toit et sabré.
- Maurin Aîné et Maurin cadet : tués à coups de fourche près de l'Amphithéâtre.
- François Perrillier : précipité du haut du toit de l'Amphithéâtre.
- Sabatier : lapidé dans un fossé.
- Denis Lefèvre : blessé d'un coup de fusil et noyé dans le fossé de la Porte du Palais.
- Chas fils : avocat tué sur le seuil de sa porte dans la Grand-Rue d'un coup de fusil.
- Joseph Bouschon (1775-1790) : tué dans sa chambre par un coup de fusil tiré de l'extérieur.
- Pierre Rouquette : fusillé sur le seuil de sa porte.
- Pierre Bataille : massacré dans la maison où il s'était réfugié.
- Les citoyens Auzeby, Dumas, Lévêque, Roussel et Provençal : tués dans la métairie du sieur Charles.
- Mercier : tué et décapité à la maison commune.
- Jean Tribes : tué à coup de baïonnettes.
- Claude Violet : pendu et fusillé dans la maison du sieur Froment.
- Le Rouge : fusillé près du Cours neuf.
- Hébrard : fusillé rue Dorée.
- Castanier : massacré chez lui.
- Antoine Guiraud : patriote, massacré par les royalistes Rébuffat, procureur de la commune de Sommières, Saussine, Rouvière, Rouvière dit le Dragonnet, Laguillat père et fils, Martin, L'Enfer fils, et Batifort.
- Chrétien Deltret : fusillé rue du Collège.
- Bonnafoux père.
- Graffeuille.
- Augier.
- Vincent.
- Jean Auge.
- Antoine Clavel.
- Castor Jacob.
- Guillaume Cordier.
- Antoine Dupin.
- Pierre Annouai.
- Jean Turca.
- Pierre Arnaud.
- Louis Maison.
- Jean-Louis Gérin.
- François Gérin.
- Paul Vernet.
- Pierre Mabeille.
- André Boulanger.
- Jean Adam.
- Jean Langlais.
- Pierre Marcellin.
- Antoine François.
- Pierre Pietri.
- Paul Sabatier.
- Courbier.
- Pierre Borne.
- François Boulet.
- Sébastien Jouve.
- Joseph Danis.
- Boulanger.
- Jean Arnaud.
- Michel d'Auger.
- François-Bernard Bestion.
- Jean Maurin.
- Pierre Maurin.

Ainsi que de nombreux cadavres non identifiés ou enterrés à la hâte.

## Remarque
- Le notable David Dombre participa activement à la Bagarre de Nîmes.